# 144303 Mirellabreschi
144303 Mirellabreschi è un asteroide della fascia principale. Scoperto nel 2004, presenta un'orbita caratterizzata da un semiasse maggiore pari a 2,6015564 UA e da un'eccentricità di 0,0594059, inclinata di 11,89326° rispetto all'eclittica.
L'asteroide è dedicato a Mirella Breschi, moglie dell'astronomo amatoriale Giancarlo Fagioli .